# Henrik Svenungsson
Lars Henrik Sigfrid Svenungsson, född 30 maj 1933 i Göteborg, död 6 december 2017 i Stockholm, var en svensk präst och biskop. Svenungsson var domprost i Härnösand mellan 1985 och 1988 och  biskop i Stockholms stift mellan 1988 och 1998. År 1997-2007 var han överhovpredikant i Hovförsamlingen, år 1979-1985 var Svenungsson direktor i Lutherhjälpen.
Henrik Svenungsson var son till kyrkoherden Gunnar Svenungsson och far till konstnären Jan Svenungsson, brorson till riksdagsmannen och kyrkoherden David Svenungsson (1911-1976) samt riksdagsmannen och lantbrukaren Arne Svenungsson (1914-1997).
Under hela sin prästerliga gärning arbetade han för ekumenik och internationellt samarbete. Från början av 1970-talet var Svenungsson engagerad i det ekumeniska arbetet i Europa, bland annat i Europeiska kyrkokonferensen där han under en period satt med i centralkommittén. 2003 fick han av den internationella Focolarerörelsen ta emot utmärkelsen Luminosa Award for Unity för sitt mångåriga pionjärarbete för att skapa och upprätthålla en god ekumenisk dialog mellan företrädare för olika kristna kyrkotraditioner. 
Svenungsson medverkade i boken På väg mot framtiden - en samtalsbok om Svenska kyrkan (2006, ISBN 9175803305) där han berättar om sitt internationella engagemang.
År 1999 tilldelades Svenungsson H. M. Konungens medalj av 12:e storleken i Serafimerordens band.